# Emma Sarpaniemi
Emma Sarpaniemi (Helsinki, 1993) es una fotógrafa conocida por sus autorretratos que exploran la feminidad desde una perspectiva performativa. A través de su trabajo, cuestiona y redefine las normas tradicionales sobre lo que significa ser mujer, resaltando la importancia de la auto-representación en el arte feminista.
Sarpaniemi obtuvo su Licenciatura en Fotografía en 2019 en la Real Academia de Bellas Artes (Royal Academy of Art - KABK) en La Haya. Sus obras han sido exhibidas en numerosas galerías y museos, tanto en Finlandia como a nivel internacional, incluyendo Les Rencontres d'Arles, el Museo Finlandés de Fotografía y el Museo de Arte Wäinö Aaltonen.

## Obra
El trabajo de Sarpaniemi se centra en la representación de la feminidad y la corporeidad, con un énfasis en el juego y la creatividad. A menudo trabaja en colaboración con amigas, quienes participan tanto en el proceso creativo como en la construcción de los elementos presentes en sus fotografías. Sarpaniemi representa a su generación en la fotografía nórdica hecha por mujeres, abordando en su obra temas relacionados con el feminismo interseccional.
Su primera exposición individual de gran alcance, Honey Crunch, combina dos series fotográficas: When the Sun Goes Down We See Lemons (autorretratos junto a sus amigas) y Two Ways to Carry a Cauliflower (retratos individuales que fusionan identidad, realidad y ficción).
Las obras de Sarpaniemi forman parte de colecciones como las del Museo Finlandés de Fotografía, el Museo de Arte HAM de Helsinki, el Museo de Arte de Turku y la Colección Miettinen, entre otras.Su trabajo ha sido exhibido en eventos y espacios culturales, como el festival Les Rencontres d'Arles, el festival European Month of Photography de Luxemburgo, el Museo Wäinö Aaltonen y la Galería Fotográfica Hippolyte. Además, sus obras se encuentran en colecciones públicas como la Colección de Depósito de Arte Estatal Finlandés, el Museo Folkwang y en diversas fundaciones y colecciones privadas en Finlandia, los Países Bajos y Suiza.